# Circondario di Civitavecchia
Il circondario di Civitavecchia era uno dei circondari in cui era suddivisa la provincia di Roma, esistito dal 1870 al 1927.

## Storia
Il circondario di Civitavecchia venne istituito nel 1870 come suddivisione della nuova provincia di Roma; il territorio circondariale corrispondeva a quello della vecchia delegazione apostolica di Civitavecchia dello Stato Pontificio.
Il circondario di Civitavecchia fu abolito, come tutti i circondari italiani, nel 1927, nell'ambito della riorganizzazione della struttura statale voluta dal regime fascista.

## Suddivisione
Il circondario si suddivideva nei mandamenti di Civitavecchia, Corneto e Tolfa.